# Studio Sign
Studio Sign Co., Ltd. (有限会社スタジオ・ザイン Yūgengaisha sutajio zain?) es un estudio de animación japonesa cuyo principal negocio es la planificación y producción de animación.

## Historia
Se estableció una productora de animación basada fundada por Mitsuyoshi Ogasaki, Mitsuo Kusakabe e Ichimura Iimura en noviembre de 1984.
Sus trabajos son sub-contratados principalmente, ya que a menudo la producción real de la empresa es realizada por otras compañías, y los miembros a los que pertenecen a menudo son seleccionados como personal principal. 

## Filmografía

### Anime
| Título                                          | Año       | Notas                               |
| ----------------------------------------------- | --------- | ----------------------------------- |
| Ultraman Kids no Kotowaza Monogatari            | 1986      | Producción de Tsuburaya Productions |
| Ultraman Kids: Haha wo Tazunete 3000-man Kounen | 1991-1992 | Producción de Tsuburaya Productions |
| KochiKame                                       | 1996-2004 | Producción de Studio Gallop         |
| Fortune Quest                                   | 1997-1998 | Producción de Easy Film             |
| Lost Universe                                   | 1998      | Producción de E&G FILMS             |
| Only You: Viva! Cabaret Club                    | 1998      | Producción de Public & Basic        |
| Kakyūsei                                        | 1999      | Producción de Pink Pineapple        |
| Cybercat Kurochan                               | 1999-2001 | Producción de Studio Bogey          |
| Jibaku-kun                                      | 1999-2000 | Producción de Trans Arts            |
| Fabre-sensei wa Meitantei                       | 2000      | Producción de Easy Film             |
| Hoshi no Kirby                                  | 2001-2003 |                                     |
| Peach Girl                                      | 2005      | Producción de Studios Comet         |

También ha participado en la pintura y diseño de dibujo para animes como Naruto, Naruto Shippuden, Boruto: Naruto Next Generations, Doraemon, Pokémon, Scan2Go!, Crayon Shinchan y Osomatsu-kun, entre otros.

### OVAs
| Título                                           | Año  | Notas                                    |
| ------------------------------------------------ | ---- | ---------------------------------------- |
| Seito Shokun! Kokoro ni Midori no Neckerchief wo | 1986 | Especial, Producción de Reed Productions |
| New Dream Hunter Rem: Yume no Kishitachi         | 1990 | Producción de Meldock                    |
| New Dream Hunter Rem: Setsuriku no Mudenmekyu    | 1992 | Producción de Meldock                    |
| Joker: Marginal City                             | 1992 |                                          |
| Chimera: Target I Datenshi Kourin                | 1997 |                                          |
| Sylvanian Families                               | 2007 | Especial                                 |
| Prince Adlib                                     | 2008 | Azeta Pictures                           |

### Cortometrajes
| Título                                                            | Año  | Notas                                                           |
| ----------------------------------------------------------------- | ---- | --------------------------------------------------------------- |
| Ultraman: The Adventure Begins                                    | 1987 | Producción de Hanna-Barbera Productions y Tsuburaya Productions |
| Ultraman Company: This is the Ultraman (Wacky) Investigation Team | 1996 | Producción de Tsuburaya Productions                             |
| Pattenrai!! ~ Minami no Shima no Mizu Monogatari                  | 2008 | Producción de Mushi Production                                  |